# 우재준
우재준(禹在埈, 1988년 5월 4일~)은 대한민국의 정치인이다. 제22대 국회의원이다.
제22대 국회의원 선거를 앞두고 국민의힘의 국민추천제를 통해서 대구 북구 갑 선거구에 공천되었다. 본 선거 결과 71.37%의 득표율을 기록하면서 당선되었다.

## 학력
- 대구복현초등학교 졸업
- 덕원중학교 졸업
- 대륜고등학교 졸업
- 서울대학교 사회과학대학 정치학 학사
- 경북대학교 법학전문대학원 법학 전문석사

## 경력
- 법무법인 이유 소속 변호사
- 서울특별시 상가임대차 분쟁조정위원
- 서울특별시 동대문구 법률고문
- 서울특별시 동대문구 정비사업 법률상담센터 운영
- 대구광역시 감사위원
- 흑석9구역 정비사업조합, 사당2구역 정비사업조합 자문
- GS건설, 롯데건설, 대원건설, 신우전력 등 송무 및 자문
- 2024. 4. 10. 대한민국 제22대 국회의원 선거 당선(대구 북구 갑, 국민의힘, 초선)
- 2024. 5.~: 제22대 국회의원(대구 북구 갑, 국민의힘, 초선)
  - 2024. 6.~2024. 6. 제22대 국회 전반기 법제사법위원회 위원
  - 2024. 6.~ 제22대 국회 전반기 환경노동위원회 위원
    - 제22대 국회 전반기 환경노동위원회 고용노동법안심사소위원회 위원
    - 제22대 국회 전반기 환경노동위원회 예산결산기금심사소위원회 위원
    - 제22대 국회 전반기 환경노동위원회 안건조정위원회 위원

  - 대한민국 미래혁신포럼 구성의원
  - 국가비전2050포럼 구성의원
  - 2025. 3.~ 제22대 국회 연금특별위원회 위원
  - 2025. 7.~2025. 7. 제22대 국회 헌법재판소재판관후보자를 겸하는 헌법재판소장(김상환) 임명동의에 관한 인사청문특별회 위원
- 2024. 5.~ 국민의힘 대구광역시당 북구 갑 당원협의회 위원장
- 2024. 5.~2024. 12. 국민의힘 원내부대표
- 2024. 6.~2024. 7. 국민의힘 정책위원회 산하 시급한 민생 현안 해결을 위한 노동특별위원회 위원
- 2024. 6.~2025. 6. 국민의힘 이재명 사법 파괴 저지 특별위원회 위원
- 2024. 6.~2024. 6. 제22대 국회 전반기 국민의힘 당 국회부의장 후보자 선출 선거관리위원회 위원
- 2024. 6.~2024. 6. 제22대 국회 전반기 국민의힘 당 상임위원장 후보자 선출 선거관리위원회 위원
- 2024. 8.~2025. 6. 국민의힘 사기 탄핵 공작 진사규명 태스크포스 위원
- 2024. 8.~2024. 12. 국민의힘 격차해소특별위원회 위원
- 2024. 9.~2024. 12. 여의도연구원 부원장
- 2024. 9.~ 국민의힘 호남동행 국회의원 발대식 명예의원(전라남도 장흥군)
- 2024. 10.~ 국민의힘 노동전환 특별위원회 위원
- 2024. 11.~2025. 6. 국민의힘 정책위원회 산하 AI 세계 3대 강국 도약 특별위원회 위원
- 2024. 12.~2024. 12. 여의도연구원 여론조사 제도를 개선하기 위한 태스크포스 위원
- 2024. 12.~2024. 12. 국민의힘 비상계엄 사태 이후의 정국 수습 방안과 윤석열 대통령의 질서 있는 퇴진 방안을 마련하기 위한 정국 안정화 태스크포스 위원
- 2025. 1.~ 국민의힘 약자와의동행위원장
- 2025. 4.~2025. 5.: 국민의힘 한동훈 제21대 대통령 선거 경선후보 국민먼저 캠프 수행단장
- 2025. 5.~2025. 6.: 제21대 대통령 선거 국민의힘 김문수 대통령 후보 대구 선거대책위원회 청년대책본부장
- 2025. 5.~2025. 6.: 국민의힘 이재명 방탄 독재 저지 투쟁위원회 위원

## 역대 선거 결과
| 실시년도 | 선거   | 대수 | 직책     | 선거구       | 정당     | 득표수   | 득표율          | 순위 | 당락 | 비고 |
| -------- | ------ | ---- | -------- | ------------ | -------- | -------- | --------------- | ---- | ---- | ---- |
| 2024년   | 총선   | 22대 | 국회의원 | 대구 북구 갑 | 국민의힘 | 68,742표 | \| \| 71.37% \| | 1위  |      | 초선 |
|          | 71.37% |      |          |              |          |          |                 |      |      |      |

## 소속 정당
| 소속 정당 | 소속 정당 | 소속 기간 | 비고      |
| --------- | --------- | --------- | --------- |
|           | 국민의힘  | 2024~현재 | 정계 입문 |

## 같이 보기
- 대구 북구의 국회의원
- 북구 갑 (대구)